# Kirsty Hawkshaw
Kirsty Hawkshaw (ur. 26 października 1969 w Londynie) – brytyjska wokalistka muzyki elektronicznej z gatunku dance/trance/house oraz autorka tekstów.

## Kariera
Kirsty Hawkshaw jest córką brytyjskiego producenta muzycznego Alana Hawkshawa. Jej ojciec oraz jego miłość do muzyki zainspirowały Kirsty do rozpoczęcia kariery muzycznej.
W 1991 roku została dostrzeżona przez producentów muzycznych, Iana Munroa, Kevina Dobbsa i Nigela Waltona, którzy w tamtym czasie byli znani pod nazwą Opus III. Ich pierwszy singiel "It's A Fine Day" z debiutanckiego albumu odniósł międzynarodowy sukces i znalazł się w TOP 10 na UK Singles Chart w 1992 roku.
W roku 1994 Kirsty opuściła grupę i zaczęła solową karierę. Od tamtej pory pracowała z wykonawcami muzyki dance, house, trance, wraz z tak znanymi postaciami jak np. Tiesto.

## Współpraca
- 1996 "Valencia" (z Rachid Taha)
- 1997 "Isolation" (z Pulusha)
- 1998 "State of Grace" (z Swayzak)
- 1999 "Stereo" (z Stereo People)
- 2000 "Dreaming" (z BT)
- 2000 "Running Down the Way Up" (z BT & Hybrid)
- 2000 "Nature's Kingdom" (z Delerium)
- 2000 "Inner Sanctum" (z Delerium)
- 2000 "Where the Sidewalk Ends" (z Silent Poets)
- 2000 "Visions" (z Ian Pooley)
- 2001 "Stealth" (z Way Out West)
- 2000 "Hidden Agenda" (z Sandor Caron)
- 2001 "Urban Train" (z Tiësto)
- 2002 "Underwater Lady" (z Harmonic 33)
- 2003 "Calling You" (z Ikon)
- 2003 "Blackout" (z Hybrid)
- 2004 "Just Be" (z Tiësto)
- 2004 "Walking on Clouds" (z Tiësto)
- 2004 "Sincere For You" (z Lange)
- 2004 "Don't Sleep Tonight" (z Clashing Egos)
- 2004 "Maris Stella" (z Digitonal)
- 2005 "Faith in Me" (z Pole Folder)
- 2005 "Halcyon and On And On (Live)" (z Orbital)
- 2005 "All I Want" (z Hybrid)
- 2006 "The Chauffeur" (z Sleepthief)
- 2006 "Radio Waves" (z Fragma)
- 2006 "Just For Today" (z Hybrid)
- 2006 "Fleeting Instant" (z Delerium)
- 2006 "Outsiders" (z Tenishia)
- 2006 "The Last One and the First" (z Pentatonik)
- 2006 "Love is a Rose" (z Pentatonik)
- 2006 "Don't Look Behind You" (z Judie Tzuke)
- 2006 "Lyteo" (z Mr Sam)
- 2006 "Split" (z Mr Sam)
- 2006 "Insight" (z Mr Sam)
- 2006 "Lodestar" (z Mr Sam)
- 2006 "View to Me" (z Future Funk Squad)
- 2007 "Silent Stars" (z Pole Folder)
- 2007 "Skimming Stones" – (z Sleepthief)
- 2007 "Heaven Sent" (z Andrew Bennett)
- 2007 "Reasons to Forgive" (z Tenishia)
- 2007 "Loverush" (z Loverush UK!)
- 2007 "Beatitude" (z Duderstadt)
- 2007 "The Phoenix Effect" (z Delta-S)
- 2007 "Star·Kindler" (z Delta-S)
- 2008 "Juneau / Glaciation" (z Alaska)
- 2008 "Love Like Blood / Sunbathing" (z Outrage and Aperture)
- 2008 "Love Calls" (z Headstrong)
- 2008 "Invisible" (z Tenishia)
- 2008 "Love is No Possession" (z JJoy)
- 2008 "Fine Day 2008" (z Kinky Roland)
- 2008 "Good To Be Alive (Healing Angel)" (z Arnold T.)
- 2008 "Invisible Walls" (z Nektarios i wokalistą trance Jan Johnston)
- 2009 "Face to Face" (z Elucidate)
- 2010 "A Million Stars" (z BT)
- 2010 "The Joy (Face To Face)" (z drum and bass'owym producentem Seba)
- 2011 "The Light" (z Seba & Paradox)
- 2013 "Nothing Can Replace" (z Seba)